# Campeonato de Primera División B 1952 (Argentina)
El Campeonato de Primera División B 1952 fue la decimonovena temporada de la categoría, que era la segunda división del fútbol argentino. Esta temporada marcó la incorporación de Tiro Federal ascendido de la Primera C y de Gimnasia La Plata y Quilmes, descendidos desde la Primera División.
Además, esta temporada marcó la incorporación de Sarmiento de Junín, afiliado ese año a la Asociación del Fútbol Argentino. El club tiene la particularidad de ser, desde ese momento, el único directamente afiliado a la AFA que se encuentra ubicado en el interior de la provincia de Buenos Aires ya que todos los demás clubes afiliados se encuentran en el Área Metropolitana de Buenos Aires, sus adyacencias o bien en las ciudades de Rosario y Santa Fe. Como consecuencia de estas incorporaciones, el número de equipos de la divisional aumentó a 18.
El torneo entregó solo un ascenso, así como se dispuso que solamente un equipo perdiera la categoría. Dicho premio y castigo fueron para el primer equipo y el último de la tabla, sin haber disputa de torneos reducidos ni de reclasificatorios.
El campeón y único ascendido fue Gimnasia y Esgrima La Plata, que se consagró campeón en la última jornada del torneo, retornando así en tan solo una temporada a la máxima categoría del fútbol argentino. De esta manera, el equipo de La Plata consiguió alzarse por tercera vez con el trofeo de esta divisional, el cual ya había obtenido previamente al consagrarse en las ediciones de 1944 y de 1947.
Asimismo, el torneo decretó el descenso de Defensores de Belgrano que realizó una floja campaña y descendió en la última fecha tras finalizar en el último lugar de la tabla de posiciones, a pesar de ganar por goleada ante su rival. Por lo tanto, no logró repetir lo que había conseguido el campeonato anterior, mantener la categoría, retornando a la Primera C tras disputar dos temporadas consecutivas en la segunda división del fútbol argentino.

## Ascensos y descensos
| Posición | Descendido de la Primera B 1951 |
| -------- | ------------------------------- |
| 16.º     | El Porvenir                     |

| Posición | Ascendido de la Primera C 1951 |
| -------- | ------------------------------ |
| 1.º      | Tiro Federal                   |

| Posición | Ascendido a la Primera División 1952 |
| -------- | ------------------------------------ |
| 1.º      | Rosario Central                      |

| Posición | Descendidos de la Primera División 1951 |
| -------- | --------------------------------------- |
| 16.º     | Quilmes                                 |
| 17.º     | Gimnasia La Plata                       |

- Sarmiento de Junín fue incorporado a la categoría, tras haber sido afiliado a la AFA. Por lo tanto, el número de equipos aumentó a 18.

## Formato
Los dieciocho equipos participantes disputaron un torneo de 34 fechas todos contra todos.

### Ascensos
El equipo con más puntos fue el campeón, obteniendo el único ascenso directo a la Primera División.

### Descensos
El equipo que finalizó en el último lugar de la tabla de posiciones descendió a la Primera C.

## Equipos participantes
| Equipo                  | Ciudad               |
| ----------------------- | -------------------- |
| All Boys                | Buenos Aires         |
| Almagro                 | Buenos Aires         |
| Argentino de Quilmes    | Quilmes              |
| Argentinos Juniors      | Buenos Aires         |
| Colón                   | Santa Fe             |
| Defensores de Belgrano  | Buenos Aires         |
| Dock Sud                | Dock Sud             |
| Excursionistas          | Buenos Aires         |
| Gimnasia y Esgrima (LP) | La Plata             |
| Los Andes               | Lomas de Zamora      |
| Nueva Chicago           | Buenos Aires         |
| Quilmes                 | Quilmes              |
| Sarmiento (J)           | Junín                |
| Talleres (RE)           | Remedios de Escalada |
| Temperley               | Temperley            |
| Tigre                   | Victoria             |
| Tiro Federal            | Rosario              |
| Unión                   | Santa Fe             |

### Distribución geográfica de los equipos
| Región                                   | Cant. | Equipos                                                                                       |
| ---------------------------------------- | ----- | --------------------------------------------------------------------------------------------- |
| Conurbano bonaerense                     | 7     | Argentino de Quilmes, Dock Sud, Los Andes, Quilmes, Talleres (RE), Temperley y Tigre          |
| Ciudad de Buenos Aires                   | 6     | All Boys, Almagro, Argentinos Juniors, Defensores de Belgrano, Excursionistas y Nueva Chicago |
| Provincia de Santa Fe                    | 3     | Colón, Tiro Federal y Unión                                                                   |
| La Plata                                 | 1     | Gimnasia y Esgrima                                                                            |
| Interior de la provincia de Buenos Aires | 1     | Sarmiento (J)                                                                                 |

## Tabla de posiciones
| Pos. | Equipo                  | Pts. | PJ | PG | PE | PP | GF | GC | Dif. |
| ---- | ----------------------- | ---- | -- | -- | -- | -- | -- | -- | ---- |
| 1.º  | Gimnasia y Esgrima (LP) | 51   | 34 | 21 | 9  | 4  | 86 | 43 | 43   |
| 2.º  | Tigre                   | 50   | 34 | 21 | 8  | 5  | 93 | 54 | 39   |
| 3.º  | Colón                   | 46   | 34 | 19 | 8  | 7  | 89 | 45 | 44   |
| 4.º  | Sarmiento (J)           | 41   | 34 | 17 | 7  | 10 | 70 | 56 | 14   |
| 5.º  | Dock Sud                | 40   | 34 | 17 | 6  | 11 | 82 | 65 | 17   |
| 6.º  | Talleres (RE)           | 39   | 34 | 15 | 9  | 10 | 71 | 72 | −1   |
| 7.º  | Argentino de Quilmes    | 36   | 34 | 11 | 14 | 9  | 78 | 70 | 8    |
| 8.º  | Argentinos Juniors      | 36   | 34 | 14 | 8  | 12 | 57 | 53 | 4    |
| 9.º  | Nueva Chicago           | 34   | 34 | 16 | 2  | 16 | 61 | 63 | −2   |
| 10.º | All Boys                | 34   | 34 | 14 | 6  | 14 | 55 | 59 | −4   |
| 11.º | Quilmes                 | 30   | 34 | 10 | 10 | 14 | 59 | 71 | −12  |
| 12.º | Excursionistas          | 28   | 34 | 10 | 8  | 16 | 69 | 77 | −8   |
| 13.º | Unión                   | 28   | 34 | 8  | 12 | 14 | 58 | 67 | −9   |
| 14.º | Temperley               | 25   | 34 | 9  | 7  | 18 | 59 | 77 | −18  |
| 15.º | Almagro                 | 25   | 34 | 10 | 5  | 19 | 73 | 98 | −25  |
| 16.º | Los Andes               | 24   | 34 | 8  | 8  | 18 | 60 | 85 | −25  |
| 17.º | Tiro Federal            | 23   | 34 | 6  | 11 | 17 | 49 | 83 | −34  |
| 18.º | Defensores de Belgrano  | 22   | 34 | 5  | 12 | 17 | 46 | 77 | −31  |

|  | Se consagró campeón y ascendió a la Primera División. |
|  | Descendió a la Primera C.                             |

## Resultados
Primera Rueda
| Fecha 1                 | Fecha 1   | Fecha 1                | Fecha 1                 | Fecha 1    | Fecha 1 |
| Local                   | Resultado | Visitante              | Estadio                 | Fecha      |         |
| ----------------------- | --------- | ---------------------- | ----------------------- | ---------- | ------- |
| Almagro                 | 2 - 2     | Sportivo Dock Sud      | Atlanta                 | 5 de abril |         |
| Temperley               | 3 - 0     | All Boys               | Temperley               | 5 de abril |         |
| Quilmes                 | 2 - 1     | Argentino de Quilmes   | Quilmes                 | 5 de abril |         |
| Nueva Chicago           | 5 - 0     | Los Andes              | Nueva Chicago           | 5 de abril |         |
| Talleres (RdE)          | 2 - 2     | Argentinos Juniors     | Talleres (RdE)          | 5 de abril |         |
| Excursionistas          | 2 - 4     | Tigre                  | Excursionistas          | 5 de abril |         |
| Sarmiento               | 2 - 1     | Colón                  | Sarmiento               | 6 de abril |         |
| Gimnasia y Esgrima (LP) | 3 - 1     | Defensores de Belgrano | Gimnasia y Esgrima (LP) | 6 de abril |         |
| Unión                   | 0 - 0     | Tiro Federal           | Unión                   | 6 de abril |         |

| Fecha 2                | Fecha 2   | Fecha 2                 | Fecha 2                | Fecha 2     | Fecha 2 |
| Local                  | Resultado | Visitante               | Estadio                | Fecha       |         |
| ---------------------- | --------- | ----------------------- | ---------------------- | ----------- | ------- |
| Tiro Federal           | 3 - 1     | Excursionistas          | Tiro Federal           | 12 de abril |         |
| Tigre                  | 7 - 3     | Talleres (RdE)          | Tigre                  | 12 de abril |         |
| Argentinos Juniors     | 2 - 1     | Nueva Chicago           | Argentinos Juniors     | 12 de abril |         |
| Los Andes              | 2 - 2     | Quilmes                 | Los Andes              | 12 de abril |         |
| Argentino de Quilmes   | 2 - 2     | Temperley               | Argentino de Quilmes   | 12 de abril |         |
| All Boys               | 4 - 1     | Almagro                 | All Boys               | 12 de abril |         |
| Sportivo Dock Sud      | 3 - 3     | Gimnasia y Esgrima (LP) | Sportivo Dock Sud      | 12 de abril |         |
| Defensores de Belgrano | 0 - 2     | Colón                   | Defensores de Belgrano | 12 de abril |         |
| Unión                  | 5 - 2     | Sarmiento               | Unión                  | 13 de abril |         |

| Fecha 3                 | Fecha 3   | Fecha 3                | Fecha 3                 | Fecha 3     | Fecha 3 |
| Local                   | Resultado | Visitante              | Estadio                 | Fecha       |         |
| ----------------------- | --------- | ---------------------- | ----------------------- | ----------- | ------- |
| Almagro                 | 6 - 4     | Argentino de Quilmes   | Atlanta                 | 19 de abril |         |
| Temperley               | 4 - 1     | Los Andes              | Temperley               | 19 de abril |         |
| Quilmes                 | 2 - 2     | Argentinos Juniors     | Quilmes                 | 19 de abril |         |
| Nueva Chicago           | 4 - 2     | Tigre                  | Nueva Chicago           | 19 de abril |         |
| Talleres (RdE)          | 1 - 1     | Tiro Federal           | Talleres (RdE)          | 19 de abril |         |
| Excursionistas          | 5 - 2     | Unión                  | Excursionistas          | 19 de abril |         |
| Sarmiento               | 6 - 2     | Defensores de Belgrano | Sarmiento               | 20 de abril |         |
| Colón                   | 3 - 2     | Sportivo Dock Sud      | Colón                   | 20 de abril |         |
| Gimnasia y Esgrima (LP) | 4 - 2     | All Boys               | Gimnasia y Esgrima (LP) | 20 de abril |         |

| Fecha 4              | Fecha 4   | Fecha 4                 | Fecha 4              | Fecha 4     | Fecha 4 |
| Local                | Resultado | Visitante               | Estadio              | Fecha       |         |
| -------------------- | --------- | ----------------------- | -------------------- | ----------- | ------- |
| Excursionistas       | 5 - 1     | Sarmiento               | Excursionistas       | 26 de abril |         |
| Tiro Federal         | 2 - 3     | Nueva Chicago           | Tiro Federal         | 26 de abril |         |
| Tigre                | 2 - 1     | Quilmes                 | Tigre                | 26 de abril |         |
| Argentinos Juniors   | 2 - 0     | Temperley               | Argentinos Juniors   | 26 de abril |         |
| Los Andes            | 4 - 3     | Almagro                 | Los Andes            | 26 de abril |         |
| Argentino de Quilmes | 1 - 1     | Gimnasia y Esgrima (LP) | Argentino de Quilmes | 26 de abril |         |
| All Boys             | 0 - 2     | Colón                   | All Boys             | 26 de abril |         |
| Sportivo Dock Sud    | 5 - 3     | Defensores de Belgrano  | Sportivo Dock Sud    | 26 de abril |         |
| Unión                | 1 - 3     | Talleres (RdE)          | Unión                | 27 de abril |         |

| Fecha 5                 | Fecha 5   | Fecha 5              | Fecha 5                 | Fecha 5   | Fecha 5 |
| Local                   | Resultado | Visitante            | Estadio                 | Fecha     |         |
| ----------------------- | --------- | -------------------- | ----------------------- | --------- | ------- |
| Defensores de Belgrano  | 0 - 0     | All Boys             | Defensores de Belgrano  | 3 de mayo |         |
| Gimnasia y Esgrima (LP) | 4 - 0     | Los Andes            | Gimnasia y Esgrima (LP) | 3 de mayo |         |
| Almagro                 | 0 - 1     | Argentinos Juniors   | Atlanta                 | 3 de mayo |         |
| Temperley               | 1 - 3     | Tigre                | Temperley               | 3 de mayo |         |
| Quilmes                 | 3 - 3     | Tiro Federal         | Quilmes                 | 3 de mayo |         |
| Nueva Chicago           | 3 - 3     | Unión                | Nueva Chicago           | 3 de mayo |         |
| Talleres (RdE)          | 1 - 3     | Excursionistas       | Talleres (RdE)          | 3 de mayo |         |
| Sarmiento               | 2 - 0     | Sportivo Dock Sud    | Sarmiento               | 4 de mayo |         |
| Colón                   | 5 - 2     | Argentino de Quilmes | Colón                   | 4 de mayo |         |

| Fecha 6              | Fecha 6   | Fecha 6                 | Fecha 6              | Fecha 6    | Fecha 6 |
| Local                | Resultado | Visitante               | Estadio              | Fecha      |         |
| -------------------- | --------- | ----------------------- | -------------------- | ---------- | ------- |
| Talleres (RdE)       | 3 - 2     | Sarmiento               | Talleres (RdE)       | 10 de mayo |         |
| Excursionistas       | 2 - 2     | Nueva Chicago           | Excursionistas       | 10 de mayo |         |
| Tiro Federal         | 2 - 1     | Temperley               | Tiro Federal         | 10 de mayo |         |
| Tigre                | 3 - 1     | Almagro                 | Tigre                | 10 de mayo |         |
| Argentinos Juniors   | 0 - 1     | Gimnasia y Esgrima (LP) | Argentinos Juniors   | 10 de mayo |         |
| Los Andes            | 1 - 0     | Colón                   | Los Andes            | 10 de mayo |         |
| Argentino de Quilmes | 3 - 3     | Defensores de Belgrano  | Argentino de Quilmes | 10 de mayo |         |
| All Boys             | 2 - 3     | Sportivo Dock Sud       | All Boys             | 10 de mayo |         |
| Unión                | 1 - 3     | Quilmes                 | Unión                | 11 de mayo |         |

| Fecha 7                 | Fecha 7   | Fecha 7              | Fecha 7                 | Fecha 7    | Fecha 7 |
| Local                   | Resultado | Visitante            | Estadio                 | Fecha      |         |
| ----------------------- | --------- | -------------------- | ----------------------- | ---------- | ------- |
| Sportivo Dock Sud       | 3 - 2     | Argentino de Quilmes | Sportivo Dock Sud       | 17 de mayo |         |
| Defensores de Belgrano  | 1 - 1     | Los Andes            | Defensores de Belgrano  | 17 de mayo |         |
| Gimnasia y Esgrima (LP) | 3 - 3     | Tigre                | Gimnasia y Esgrima (LP) | 17 de mayo |         |
| Almagro                 | 2 - 1     | Tiro Federal         | Atlanta                 | 17 de mayo |         |
| Temperley               | 2 - 2     | Unión                | Temperley               | 17 de mayo |         |
| Quilmes                 | 2 - 1     | Excursionistas       | Quilmes                 | 17 de mayo |         |
| Nueva Chicago           | 1 - 0     | Talleres (RdE)       | Nueva Chicago           | 17 de mayo |         |
| Sarmiento               | 0 - 2     | All Boys             | Sarmiento               | 18 de mayo |         |
| Colón                   | 5 - 0     | Argentinos Juniors   | Colón                   | 18 de mayo |         |

| Fecha 8              | Fecha 8   | Fecha 8                 | Fecha 8              | Fecha 8    | Fecha 8 |
| Local                | Resultado | Visitante               | Estadio              | Fecha      |         |
| -------------------- | --------- | ----------------------- | -------------------- | ---------- | ------- |
| Nueva Chicago        | 4 - 1     | Sarmiento               | Nueva Chicago        | 24 de mayo |         |
| Talleres (RdE)       | 4 - 3     | Quilmes                 | Talleres (RdE)       | 24 de mayo |         |
| Excursionistas       | 4 - 1     | Temperley               | Excursionistas       | 24 de mayo |         |
| Tiro Federal         | 1 - 2     | Gimnasia y Esgrima (LP) | Tiro Federal         | 24 de mayo |         |
| Tigre                | 1 - 1     | Colón                   | Tigre                | 24 de mayo |         |
| Argentinos Juniors   | 4 - 1     | Defensores de Belgrano  | Argentinos Juniors   | 24 de mayo |         |
| Los Andes            | 1 - 0     | Sportivo Dock Sud       | Los Andes            | 24 de mayo |         |
| Argentino de Quilmes | 2 - 2     | All Boys                | Argentino de Quilmes | 24 de mayo |         |
| Unión                | 3 - 0     | Almagro                 | Unión                | 25 de mayo |         |

| Fecha 9                 | Fecha 9   | Fecha 9              | Fecha 9                 | Fecha 9    | Fecha 9 |
| Local                   | Resultado | Visitante            | Estadio                 | Fecha      |         |
| ----------------------- | --------- | -------------------- | ----------------------- | ---------- | ------- |
| Sarmiento               | 0 - 0     | Argentino de Quilmes | Sarmiento               | 1 de junio |         |
| All Boys                | 1 - 1     | Los Andes            | All Boys                | 7 de junio |         |
| Sportivo Dock Sud       | 5 - 2     | Argentinos Juniors   | Sportivo Dock Sud       | 7 de junio |         |
| Defensores de Belgrano  | 0 - 2     | Tigre                | Defensores de Belgrano  | 7 de junio |         |
| Almagro                 | 3 - 3     | Excursionistas       | Atlanta                 | 7 de junio |         |
| Temperley               | 1 - 1     | Talleres (RdE)       | Temperley               | 7 de junio |         |
| Quilmes                 | 3 - 1     | Nueva Chicago        | Quilmes                 | 7 de junio |         |
| Colón                   | 3 - 1     | Tiro Federal         | Colón                   | 8 de junio |         |
| Gimnasia y Esgrima (LP) | 4 - 2     | Unión                | Gimnasia y Esgrima (LP) | 8 de junio |         |

| Fecha 10           | Fecha 10  | Fecha 10                | Fecha 10           | Fecha 10    | Fecha 10 |
| Local              | Resultado | Visitante               | Estadio            | Fecha       |          |
| ------------------ | --------- | ----------------------- | ------------------ | ----------- | -------- |
| Quilmes            | 1 - 1     | Sarmiento               | Quilmes            | 14 de junio |          |
| Nueva Chicago      | 1 - 0     | Temperley               | Nueva Chicago      | 14 de junio |          |
| Talleres (RdE)     | 3 - 2     | Almagro                 | Talleres (RdE)     | 14 de junio |          |
| Excursionistas     | 1 - 2     | Gimnasia y Esgrima (LP) | Excursionistas     | 14 de junio |          |
| Tiro Federal       | 1 - 1     | Defensores de Belgrano  | Tiro Federal       | 14 de junio |          |
| Tigre              | 2 - 2     | Sportivo Dock Sud       | Tigre              | 14 de junio |          |
| Argentinos Juniors | 5 - 1     | All Boys                | Argentinos Juniors | 14 de junio |          |
| Los Andes          | 2 - 2     | Argentino de Quilmes    | Los Andes          | 14 de junio |          |
| Unión              | 1 - 0     | Colón                   | Unión              | 15 de junio |          |

| Fecha 11                | Fecha 11  | Fecha 11           | Fecha 11                | Fecha 11    | Fecha 11 |
| Local                   | Resultado | Visitante          | Estadio                 | Fecha       |          |
| ----------------------- | --------- | ------------------ | ----------------------- | ----------- | -------- |
| Argentino de Quilmes    | 2 - 1     | Argentinos Juniors | Argentino de Quilmes    | 21 de junio |          |
| All Boys                | 1 - 1     | Tigre              | All Boys                | 21 de junio |          |
| Sportivo Dock Sud       | 8 - 0     | Tiro Federal       | Sportivo Dock Sud       | 21 de junio |          |
| Defensores de Belgrano  | 2 - 2     | Unión              | Defensores de Belgrano  | 21 de junio |          |
| Almagro                 | 2 - 0     | Nueva Chicago      | Atlanta                 | 21 de junio |          |
| Temperley               | 1 - 1     | Quilmes            | Los Andes               | 21 de junio |          |
| Sarmiento               | 4 - 2     | Los Andes          | Sarmiento               | 22 de junio |          |
| Colón                   | 5 - 1     | Excursionistas     | Colón                   | 22 de junio |          |
| Gimnasia y Esgrima (LP) | 2 - 0     | Talleres (RdE)     | Gimnasia y Esgrima (LP) | 22 de junio |          |

| Fecha 12           | Fecha 12  | Fecha 12                | Fecha 12           | Fecha 12    | Fecha 12 |
| Local              | Resultado | Visitante               | Estadio            | Fecha       |          |
| ------------------ | --------- | ----------------------- | ------------------ | ----------- | -------- |
| Temperley          | 1 - 2     | Sarmiento               | San Lorenzo        | 28 de junio |          |
| Quilmes            | 1 - 3     | Almagro                 | Quilmes            | 28 de junio |          |
| Nueva Chicago      | 2 - 1     | Gimnasia y Esgrima (LP) | Nueva Chicago      | 28 de junio |          |
| Talleres (RdE)     | 1 - 2     | Colón                   | Talleres (RdE)     | 28 de junio |          |
| Excursionistas     | 4 - 1     | Defensores de Belgrano  | Excursionistas     | 28 de junio |          |
| Tiro Federal       | 1 - 2     | All Boys                | Tiro Federal       | 28 de junio |          |
| Tigre              | 1 - 0     | Argentino de Quilmes    | Tigre              | 28 de junio |          |
| Argentinos Juniors | 2 - 0     | Los Andes               | Argentinos Juniors | 28 de junio |          |
| Unión              | 0 - 1     | Sportivo Dock Sud       | Unión              | 29 de junio |          |

| Fecha 13                | Fecha 13  | Fecha 13           | Fecha 13                | Fecha 13   | Fecha 13 |
| Local                   | Resultado | Visitante          | Estadio                 | Fecha      |          |
| ----------------------- | --------- | ------------------ | ----------------------- | ---------- | -------- |
| Los Andes               | 2 - 4     | Tigre              | Los Andes               | 5 de julio |          |
| Argentino de Quilmes    | 3 - 3     | Tiro Federal       | Argentino de Quilmes    | 5 de julio |          |
| All Boys                | 2 - 0     | Unión              | All Boys                | 5 de julio |          |
| Sportivo Dock Sud       | 5 - 2     | Excursionistas     | Sportivo Dock Sud       | 5 de julio |          |
| Defensores de Belgrano  | 1 - 2     | Talleres (RdE)     | Defensores de Belgrano  | 5 de julio |          |
| Almagro                 | 6 - 7     | Temperley          | Atlanta                 | 5 de julio |          |
| Sarmiento               | 2 - 1     | Argentinos Juniors | Sarmiento               | 6 de julio |          |
| Colón                   | 6 - 1     | Nueva Chicago      | Colón                   | 6 de julio |          |
| Gimnasia y Esgrima (LP) | 1 - 1     | Quilmes            | Gimnasia y Esgrima (LP) | 6 de julio |          |

| Fecha 14       | Fecha 14  | Fecha 14                | Fecha 14       | Fecha 14     | Fecha 14 |
| Local          | Resultado | Visitante               | Estadio        | Fecha        |          |
| -------------- | --------- | ----------------------- | -------------- | ------------ | -------- |
| Almagro        | 2 - 3     | Sarmiento               | Atlanta        | 13 de julio  |          |
| Temperley      | 1 - 5     | Gimnasia y Esgrima (LP) | Boca Juniors   | 13 de julio  |          |
| Quilmes        | 0 - 3     | Colón                   | Quilmes        | 13 de julio  |          |
| Nueva Chicago  | 4 - 2     | Defensores de Belgrano  | Nueva Chicago  | 13 de julio  |          |
| Talleres (RdE) | 4 - 1     | Sportivo Dock Sud       | Talleres (RdE) | 13 de julio  |          |
| Excursionistas | 2 - 2     | All Boys                | Excursionistas | 13 de julio  |          |
| Tiro Federal   | 1 - 3     | Los Andes               | Tiro Federal   | 13 de julio  |          |
| Tigre          | 2 - 0     | Argentinos Juniors      | Tigre          | 13 de julio  |          |
| Unión          | 1 - 1     | Argentino de Quilmes    | Unión          | 12 de agosto |          |

| Fecha 15                | Fecha 15  | Fecha 15       | Fecha 15                | Fecha 15    | Fecha 15 |
| Local                   | Resultado | Visitante      | Estadio                 | Fecha       |          |
| ----------------------- | --------- | -------------- | ----------------------- | ----------- | -------- |
| Argentinos Juniors      | 5 - 1     | Tiro Federal   | Argentinos Juniors      | 19 de julio |          |
| Los Andes               | 1 - 0     | Unión          | Los Andes               | 19 de julio |          |
| Argentino de Quilmes    | 4 - 3     | Excursionistas | Argentino de Quilmes    | 19 de julio |          |
| All Boys                | 2 - 1     | Talleres (RdE) | All Boys                | 19 de julio |          |
| Sportivo Dock Sud       | 3 - 5     | Nueva Chicago  | Sportivo Dock Sud       | 19 de julio |          |
| Defensores de Belgrano  | 3 - 2     | Quilmes        | Defensores de Belgrano  | 19 de julio |          |
| Gimnasia y Esgrima (LP) | 3 - 2     | Almagro        | Gimnasia y Esgrima (LP) | 19 de julio |          |
| Sarmiento               | 3 - 1     | Tigre          | Sarmiento               | 20 de julio |          |
| Colón                   | 4 - 3     | Temperley      | Colón                   | 20 de julio |          |

| Fecha 16                | Fecha 16  | Fecha 16               | Fecha 16                | Fecha 16     | Fecha 16 |
| Local                   | Resultado | Visitante              | Estadio                 | Fecha        |          |
| ----------------------- | --------- | ---------------------- | ----------------------- | ------------ | -------- |
| Gimnasia y Esgrima (LP) | 3 - 2     | Sarmiento              | Gimnasia y Esgrima (LP) | 26 de julio  |          |
| Almagro                 | 1 - 6     | Colón                  | Atlanta                 | 26 de julio  |          |
| Temperley               | 3 - 1     | Defensores de Belgrano | Temperley               | 26 de julio  |          |
| Quilmes                 | 2 - 1     | Sportivo Dock Sud      | Quilmes                 | 26 de julio  |          |
| Nueva Chicago           | 2 - 0     | All Boys               | Nueva Chicago           | 26 de julio  |          |
| Talleres (RdE)          | 4 - 1     | Argentino de Quilmes   | Talleres (RdE)          | 26 de julio  |          |
| Excursionistas          | 2 - 1     | Los Andes              | Excursionistas          | 26 de julio  |          |
| Tiro Federal            | 2 - 2     | Tigre                  | Tiro Federal            | 26 de julio  |          |
| Unión                   | 1 - 1     | Argentinos Juniors     | Unión                   | 27 de agosto |          |

| Fecha 17               | Fecha 17  | Fecha 17                | Fecha 17               | Fecha 17     | Fecha 17 |
| Local                  | Resultado | Visitante               | Estadio                | Fecha        |          |
| ---------------------- | --------- | ----------------------- | ---------------------- | ------------ | -------- |
| Tigre                  | 6 - 2     | Unión                   | Tigre                  | 16 de agosto |          |
| Argentinos Juniors     | 2 - 3     | Excursionistas          | Argentinos Juniors     | 16 de agosto |          |
| Los Andes              | 4 - 3     | Talleres (RdE)          | Los Andes              | 16 de agosto |          |
| Argentino de Quilmes   | 2 - 3     | Nueva Chicago           | Argentino de Quilmes   | 16 de agosto |          |
| All Boys               | 2 - 1     | Quilmes                 | All Boys               | 16 de agosto |          |
| Sportivo Dock Sud      | 3 - 2     | Temperley               | Sportivo Dock Sud      | 16 de agosto |          |
| Defensores de Belgrano | 1 - 4     | Almagro                 | Defensores de Belgrano | 16 de agosto |          |
| Sarmiento              | 2 - 0     | Tiro Federal            | Sarmiento              | 17 de agosto |          |
| Colón                  | 2 - 2     | Gimnasia y Esgrima (LP) | Colón                  | 17 de agosto |          |

Segunda Rueda
| Fecha 18               | Fecha 18  | Fecha 18                | Fecha 18               | Fecha 18         | Fecha 18 |
| Local                  | Resultado | Visitante               | Estadio                | Fecha            |          |
| ---------------------- | --------- | ----------------------- | ---------------------- | ---------------- | -------- |
| Defensores de Belgrano | 0 - 3     | Gimnasia y Esgrima (LP) | Defensores de Belgrano | 23 de agosto     |          |
| Sportivo Dock Sud      | 5 - 2     | Almagro                 | Sportivo Dock Sud      | 23 de agosto     |          |
| Argentino de Quilmes   | 3 - 1     | Quilmes                 | Argentino de Quilmes   | 23 de agosto     |          |
| Los Andes              | 1 - 2     | Nueva Chicago           | Los Andes              | 23 de agosto     |          |
| Tigre                  | 3 - 1     | Excursionistas          | Tigre                  | 23 de agosto     |          |
| Colón                  | 2 - 2     | Sarmiento               | Colón                  | 24 de agosto     |          |
| All Boys               | 2 - 1     | Temperley               | All Boys               | 27 de agosto     |          |
| Argentinos Juniors     | 3 - 3     | Talleres (RdE)          | Argentinos Juniors     | 3 de septiembre  |          |
| Tiro Federal           | 0 - 0     | Unión                   | Tiro Federal           | 10 de septiembre |          |

| Fecha 19                | Fecha 19  | Fecha 19               | Fecha 19                | Fecha 19     | Fecha 19 |
| Local                   | Resultado | Visitante              | Estadio                 | Fecha        |          |
| ----------------------- | --------- | ---------------------- | ----------------------- | ------------ | -------- |
| Excursionistas          | 2 - 2     | Tiro Federal           | Excursionistas          | 30 de agosto |          |
| Talleres (RdE)          | 4 - 2     | Tigre                  | Talleres (RdE)          | 30 de agosto |          |
| Nueva Chicago           | 2 - 0     | Argentinos Juniors     | Nueva Chicago           | 30 de agosto |          |
| Quilmes                 | 5 - 3     | Los Andes              | Quilmes                 | 30 de agosto |          |
| Temperley               | 4 - 2     | Argentino de Quilmes   | Temperley               | 30 de agosto |          |
| Almagro                 | 1 - 3     | All Boys               | Atlanta                 | 30 de agosto |          |
| Gimnasia y Esgrima (LP) | 3 - 0     | Sportivo Dock Sud      | Gimnasia y Esgrima (LP) | 30 de agosto |          |
| Sarmiento               | 0 - 0     | Unión                  | Sarmiento               | 31 de agosto |          |
| Colón                   | 0 - 0     | Defensores de Belgrano | Colón                   | 31 de agosto |          |

| Fecha 20               | Fecha 20  | Fecha 20                | Fecha 20               | Fecha 20        | Fecha 20 |
| Local                  | Resultado | Visitante               | Estadio                | Fecha           |          |
| ---------------------- | --------- | ----------------------- | ---------------------- | --------------- | -------- |
| Defensores de Belgrano | 0 - 3     | Sarmiento               | Defensores de Belgrano | 6 de septiembre |          |
| Sportivo Dock Sud      | 4 - 2     | Colón                   | Sportivo Dock Sud      | 6 de septiembre |          |
| All Boys               | 0 - 0     | Gimnasia y Esgrima (LP) | All Boys               | 6 de septiembre |          |
| Argentino de Quilmes   | 1 - 1     | Almagro                 | Argentino de Quilmes   | 6 de septiembre |          |
| Los Andes              | 5 - 1     | Temperley               | Los Andes              | 6 de septiembre |          |
| Argentinos Juniors     | 2 - 2     | Quilmes                 | Argentinos Juniors     | 6 de septiembre |          |
| Tigre                  | 1 - 0     | Nueva Chicago           | Tigre                  | 6 de septiembre |          |
| Tiro Federal           | 2 - 3     | Talleres (RdE)          | Tiro Federal           | 7 de septiembre |          |
| Unión                  | 4 - 0     | Excursionistas          | Unión                  | 7 de septiembre |          |

| Fecha 21                | Fecha 21  | Fecha 21             | Fecha 21                | Fecha 21         | Fecha 21 |
| Local                   | Resultado | Visitante            | Estadio                 | Fecha            |          |
| ----------------------- | --------- | -------------------- | ----------------------- | ---------------- | -------- |
| Talleres (RdE)          | 2 - 2     | Unión                | Talleres (RdE)          | 13 de septiembre |          |
| Nueva Chicago           | 1 - 2     | Tiro Federal         | Nueva Chicago           | 13 de septiembre |          |
| Quilmes                 | 3 - 0     | Tigre                | Quilmes                 | 13 de septiembre |          |
| Temperley               | 2 - 1     | Argentinos Juniors   | Temperley               | 13 de septiembre |          |
| Almagro                 | 3 - 2     | Los Andes            | Atlanta                 | 13 de septiembre |          |
| Defensores de Belgrano  | 0 - 1     | Sportivo Dock Sud    | Defensores de Belgrano  | 13 de septiembre |          |
| Sarmiento               | 4 - 1     | Excursionistas       | Sarmiento               | 14 de septiembre |          |
| Gimnasia y Esgrima (LP) | 3 - 1     | Argentino de Quilmes | Gimnasia y Esgrima (LP) | 14 de septiembre |          |
| Colón                   | 2 - 1     | All Boys             | Colón                   | 17 de septiembre |          |

| Fecha 22             | Fecha 22  | Fecha 22                | Fecha 22             | Fecha 22         | Fecha 22 |
| Local                | Resultado | Visitante               | Estadio              | Fecha            |          |
| -------------------- | --------- | ----------------------- | -------------------- | ---------------- | -------- |
| Sportivo Dock Sud    | 6 - 3     | Sarmiento               | Sportivo Dock Sud    | 20 de septiembre |          |
| All Boys             | 2 - 0     | Defensores de Belgrano  | All Boys             | 20 de septiembre |          |
| Argentino de Quilmes | 3 - 3     | Colón                   | Argentino de Quilmes | 20 de septiembre |          |
| Los Andes            | 2 - 2     | Gimnasia y Esgrima (LP) | Los Andes            | 20 de septiembre |          |
| Argentinos Juniors   | 2 - 1     | Almagro                 | Argentinos Juniors   | 20 de septiembre |          |
| Tigre                | 7 - 1     | Temperley               | Tigre                | 20 de septiembre |          |
| Tiro Federal         | 3 - 1     | Quilmes                 | Tiro Federal         | 20 de septiembre |          |
| Excursionistas       | 2 - 3     | Talleres (RdE)          | Excursionistas       | 20 de septiembre |          |
| Unión                | 1 - 0     | Nueva Chicago           | Unión                | 21 de septiembre |          |

| Fecha 23                | Fecha 23  | Fecha 23             | Fecha 23                | Fecha 23         | Fecha 23 |
| Local                   | Resultado | Visitante            | Estadio                 | Fecha            |          |
| ----------------------- | --------- | -------------------- | ----------------------- | ---------------- | -------- |
| Nueva Chicago           | 1 - 0     | Excursionistas       | Nueva Chicago           | 27 de septiembre |          |
| Quilmes                 | 2 - 1     | Unión                | Quilmes                 | 27 de septiembre |          |
| Temperley               | 4 - 0     | Tiro Federal         | Temperley               | 27 de septiembre |          |
| Almagro                 | 3 - 6     | Tigre                | Atlanta                 | 27 de septiembre |          |
| Gimnasia y Esgrima (LP) | 3 - 0     | Argentinos Juniors   | Gimnasia y Esgrima (LP) | 27 de septiembre |          |
| Defensores de Belgrano  | 2 - 2     | Argentino de Quilmes | Defensores de Belgrano  | 27 de septiembre |          |
| Sportivo Dock Sud       | 1 - 0     | All Boys             | Sportivo Dock Sud       | 27 de septiembre |          |
| Sarmiento               | 2 - 0     | Talleres (RdE)       | Sarmiento               | 28 de septiembre |          |
| Colón                   | 1 - 1     | Los Andes            | Colón                   | 28 de septiembre |          |

| Fecha 24             | Fecha 24  | Fecha 24                | Fecha 24             | Fecha 24     | Fecha 24 |
| Local                | Resultado | Visitante               | Estadio              | Fecha        |          |
| -------------------- | --------- | ----------------------- | -------------------- | ------------ | -------- |
| All Boys             | 1 - 2     | Sarmiento               | All Boys             | 4 de octubre |          |
| Argentino de Quilmes | 3 - 0     | Sportivo Dock Sud       | Argentino de Quilmes | 4 de octubre |          |
| Los Andes            | 2 - 2     | Defensores de Belgrano  | Los Andes            | 4 de octubre |          |
| Argentinos Juniors   | 0 - 2     | Colón                   | Argentinos Juniors   | 4 de octubre |          |
| Tigre                | 0 - 0     | Gimnasia y Esgrima (LP) | Tigre                | 4 de octubre |          |
| Tiro Federal         | 4 - 2     | Almagro                 | Tiro Federal         | 4 de octubre |          |
| Excursionistas       | 1 - 0     | Quilmes                 | Excursionistas       | 4 de octubre |          |
| Talleres (RdE)       | 2 - 1     | Nueva Chicago           | Talleres (RdE)       | 4 de octubre |          |
| Unión                | 1 - 3     | Temperley               | Unión                | 5 de octubre |          |

| Fecha 25                | Fecha 25  | Fecha 25             | Fecha 25                | Fecha 25      | Fecha 25 |
| Local                   | Resultado | Visitante            | Estadio                 | Fecha         |          |
| ----------------------- | --------- | -------------------- | ----------------------- | ------------- | -------- |
| Quilmes                 | 1 - 1     | Talleres (RdE)       | Quilmes                 | 11 de octubre |          |
| Temperley               | 2 - 2     | Excursionistas       | Temperley               | 11 de octubre |          |
| Almagro                 | 2 - 5     | Unión                | Atlanta                 | 11 de octubre |          |
| Gimnasia y Esgrima (LP) | 2 - 3     | Tiro Federal         | Gimnasia y Esgrima (LP) | 11 de octubre |          |
| Defensores de Belgrano  | 1 - 1     | Argentinos Juniors   | Defensores de Belgrano  | 11 de octubre |          |
| Sportivo Dock Sud       | 4 - 2     | Los Andes            | Sportivo Dock Sud       | 11 de octubre |          |
| All Boys                | 1 - 2     | Argentino de Quilmes | All Boys                | 11 de octubre |          |
| Sarmiento               | 2 - 0     | Nueva Chicago        | Sarmiento               | 12 de octubre |          |
| Colón                   | 3 - 0     | Tigre                | Colón                   | 12 de octubre |          |

| Fecha 26             | Fecha 26  | Fecha 26                | Fecha 26             | Fecha 26      | Fecha 26 |
| Local                | Resultado | Visitante               | Estadio              | Fecha         |          |
| -------------------- | --------- | ----------------------- | -------------------- | ------------- | -------- |
| Argentino de Quilmes | 2 - 1     | Sarmiento               | Argentino de Quilmes | 25 de octubre |          |
| Los Andes            | 0 - 4     | All Boys                | Los Andes            | 25 de octubre |          |
| Argentinos Juniors   | 3 - 1     | Sportivo Dock Sud       | Argentinos Juniors   | 25 de octubre |          |
| Tigre                | 8 - 2     | Defensores de Belgrano  | Tigre                | 25 de octubre |          |
| Tiro Federal         | 1 - 4     | Colón                   | Tiro Federal         | 25 de octubre |          |
| Excursionistas       | 4 - 3     | Almagro                 | Excursionistas       | 25 de octubre |          |
| Talleres (RdE)       | 3 - 3     | Temperley               | Talleres (RdE)       | 25 de octubre |          |
| Nueva Chicago        | 2 - 1     | Quilmes                 | Nueva Chicago        | 25 de octubre |          |
| Unión                | 2 - 7     | Gimnasia y Esgrima (LP) | Unión                | 26 de octubre |          |

| Fecha 27                | Fecha 27  | Fecha 27           | Fecha 27                | Fecha 27       | Fecha 27 |
| Local                   | Resultado | Visitante          | Estadio                 | Fecha          |          |
| ----------------------- | --------- | ------------------ | ----------------------- | -------------- | -------- |
| Sarmiento               | 6 - 2     | Quilmes            | Sarmiento               | 9 de noviembre |          |
| Temperley               | 2 - 1     | Nueva Chicago      | Temperley               | 9 de noviembre |          |
| Almagro                 | 2 - 2     | Talleres (RdE)     | San Lorenzo             | 9 de noviembre |          |
| Gimnasia y Esgrima (LP) | 1 - 0     | Excursionistas     | Gimnasia y Esgrima (LP) | 9 de noviembre |          |
| Colón                   | 1 - 1     | Unión              | Colón                   | 9 de noviembre |          |
| Defensores de Belgrano  | 0 - 0     | Tiro Federal       | Defensores de Belgrano  | 9 de noviembre |          |
| Sportivo Dock Sud       | 1 - 3     | Tigre              | Sportivo Dock Sud       | 9 de noviembre |          |
| All Boys                | 0 - 1     | Argentinos Juniors | All Boys                | 9 de noviembre |          |
| Argentino de Quilmes    | 5 - 2     | Los Andes          | Argentino de Quilmes    | 9 de noviembre |          |

| Fecha 28           | Fecha 28  | Fecha 28                | Fecha 28           | Fecha 28        | Fecha 28 |
| Local              | Resultado | Visitante               | Estadio            | Fecha           |          |
| ------------------ | --------- | ----------------------- | ------------------ | --------------- | -------- |
| Los Andes          | 2 - 5     | Sarmiento               | Los Andes          | 15 de noviembre |          |
| Argentinos Juniors | 1 - 1     | Argentino de Quilmes    | Argentinos Juniors | 15 de noviembre |          |
| Tigre              | 3 - 1     | All Boys                | Tigre              | 15 de noviembre |          |
| Tiro Federal       | 2 - 2     | Sportivo Dock Sud       | Tiro Federal       | 15 de noviembre |          |
| Unión              | 1 - 1     | Defensores de Belgrano  | Unión              | 15 de noviembre |          |
| Excursionistas     | 2 - 0     | Colón                   | Excursionistas     | 15 de noviembre |          |
| Talleres (RdE)     | 3 - 0     | Gimnasia y Esgrima (LP) | Talleres (RdE)     | 15 de noviembre |          |
| Nueva Chicago      | 1 - 2     | Almagro                 | Nueva Chicago      | 15 de noviembre |          |
| Quilmes            | 2 - 0     | Temperley               | Quilmes            | 15 de noviembre |          |

| Fecha 29                | Fecha 29  | Fecha 29           | Fecha 29                | Fecha 29        | Fecha 29 |
| Local                   | Resultado | Visitante          | Estadio                 | Fecha           |          |
| ----------------------- | --------- | ------------------ | ----------------------- | --------------- | -------- |
| Colón                   | 8 - 1     | Talleres (RdE)     | Colón                   | 22 de noviembre |          |
| Sarmiento               | 1 - 0     | Temperley          | Sarmiento               | 23 de noviembre |          |
| Almagro                 | 4 - 1     | Quilmes            | San Lorenzo             | 23 de noviembre |          |
| Gimnasia y Esgrima (LP) | 6 - 2     | Nueva Chicago      | Gimnasia y Esgrima (LP) | 23 de noviembre |          |
| Defensores de Belgrano  | 3 - 2     | Excursionistas     | Defensores de Belgrano  | 23 de noviembre |          |
| Sportivo Dock Sud       | 0 - 0     | Unión              | Sportivo Dock Sud       | 23 de noviembre |          |
| All Boys                | 5 - 2     | Tiro Federal       | All Boys                | 23 de noviembre |          |
| Argentino de Quilmes    | 2 - 2     | Tigre              | Argentino de Quilmes    | 23 de noviembre |          |
| Los Andes               | 0 - 2     | Argentinos Juniors | Los Andes               | 23 de noviembre |          |

| Fecha 30           | Fecha 30  | Fecha 30                | Fecha 30           | Fecha 30        | Fecha 30 |
| Local              | Resultado | Visitante               | Estadio            | Fecha           |          |
| ------------------ | --------- | ----------------------- | ------------------ | --------------- | -------- |
| Unión              | 8 - 2     | All Boys                | Unión              | 29 de noviembre |          |
| Argentinos Juniors | 2 - 0     | Sarmiento               | Argentinos Juniors | 30 de noviembre |          |
| Tigre              | 5 - 4     | Los Andes               | Tigre              | 30 de noviembre |          |
| Tiro Federal       | 1 - 3     | Argentino de Quilmes    | Tiro Federal       | 30 de noviembre |          |
| Excursionistas     | 1 - 2     | Sportivo Dock Sud       | Excursionistas     | 30 de noviembre |          |
| Talleres (RdE)     | 3 - 2     | Defensores de Belgrano  | Talleres (RdE)     | 30 de noviembre |          |
| Nueva Chicago      | 2 - 3     | Colón                   | Nueva Chicago      | 30 de noviembre |          |
| Quilmes            | 3 - 3     | Gimnasia y Esgrima (LP) | Quilmes            | 30 de noviembre |          |
| Temperley          | 1 - 2     | Almagro                 | Temperley          | 30 de noviembre |          |

| Fecha 31                | Fecha 31  | Fecha 31       | Fecha 31                | Fecha 31       | Fecha 31 |
| Local                   | Resultado | Visitante      | Estadio                 | Fecha          |          |
| ----------------------- | --------- | -------------- | ----------------------- | -------------- | -------- |
| Sarmiento               | 2 - 2     | Almagro        | Sarmiento               | 6 de diciembre |          |
| Sportivo Dock Sud       | 0 - 0     | Talleres (RdE) | Sportivo Dock Sud       | 6 de diciembre |          |
| All Boys                | 3 - 2     | Excursionistas | All Boys                | 6 de diciembre |          |
| Gimnasia y Esgrima (LP) | 3 - 0     | Temperley      | Gimnasia y Esgrima (LP) | 7 de diciembre |          |
| Colón                   | 1 - 2     | Quilmes        | Colón                   | 7 de diciembre |          |
| Defensores de Belgrano  | 3 - 0     | Nueva Chicago  | Defensores de Belgrano  | 7 de diciembre |          |
| Argentino de Quilmes    | 5 - 2     | Unión          | Argentino de Quilmes    | 7 de diciembre |          |
| Los Andes               | 5 - 1     | Tiro Federal   | Los Andes               | 7 de diciembre |          |
| Argentinos Juniors      | 0 - 1     | Tigre          | Argentinos Juniors      | 7 de diciembre |          |

| Fecha 32       | Fecha 32  | Fecha 32                | Fecha 32       | Fecha 32        | Fecha 32 |
| Local          | Resultado | Visitante               | Estadio        | Fecha           |          |
| -------------- | --------- | ----------------------- | -------------- | --------------- | -------- |
| Excursionistas | 3 - 3     | Argentino de Quilmes    | Excursionistas | 13 de diciembre |          |
| Nueva Chicago  | 1 - 0     | Sportivo Dock Sud       | Nueva Chicago  | 13 de diciembre |          |
| Tigre          | 1 - 1     | Sarmiento               | Tigre          | 14 de diciembre |          |
| Tiro Federal   | 2 - 3     | Argentinos Juniors      | Tiro Federal   | 14 de diciembre |          |
| Unión          | 2 - 1     | Los Andes               | Unión          | 14 de diciembre |          |
| Talleres (RdE) | 3 - 0     | All Boys                | Talleres (RdE) | 14 de diciembre |          |
| Quilmes        | 1 - 1     | Defensores de Belgrano  | Quilmes        | 14 de diciembre |          |
| Temperley      | 1 - 1     | Colón                   | Temperley      | 14 de diciembre |          |
| Almagro        | 2 - 1     | Gimnasia y Esgrima (LP) | San Lorenzo    | 14 de diciembre |          |

| Fecha 33               | Fecha 33  | Fecha 33                | Fecha 33               | Fecha 33        | Fecha 33 |
| Local                  | Resultado | Visitante               | Estadio                | Fecha           |          |
| ---------------------- | --------- | ----------------------- | ---------------------- | --------------- | -------- |
| All Boys               | 3 - 2     | Nueva Chicago           | All Boys               | 20 de diciembre |          |
| Argentino de Quilmes   | 5 - 0     | Talleres (RdE)          | Argentino de Quilmes   | 20 de diciembre |          |
| Los Andes              | 1 - 1     | Excursionistas          | Los Andes              | 20 de diciembre |          |
| Colón                  | 5 - 1     | Almagro                 | Colón                  | 20 de diciembre |          |
| Sportivo Dock Sud      | 6 - 2     | Quilmes                 | Sportivo Dock Sud      | 20 de diciembre |          |
| Sarmiento              | 0 - 1     | Gimnasia y Esgrima (LP) | Sarmiento              | 21 de diciembre |          |
| Defensores de Belgrano | 2 - 0     | Temperley               | Defensores de Belgrano | 21 de diciembre |          |
| Argentinos Juniors     | 3 - 2     | Unión                   | Argentinos Juniors     | 21 de diciembre |          |
| Tigre                  | 3 - 0     | Tiro Federal            | Tigre                  | 21 de diciembre |          |

| Fecha 34                | Fecha 34  | Fecha 34               | Fecha 34                | Fecha 34        | Fecha 34 |
| Local                   | Resultado | Visitante              | Estadio                 | Fecha           |          |
| ----------------------- | --------- | ---------------------- | ----------------------- | --------------- | -------- |
| Excursionistas          | 1 - 1     | Argentinos Juniors     | Excursionistas          | 27 de diciembre |          |
| Nueva Chicago           | 1 - 3     | Argentino de Quilmes   | Nueva Chicago           | 27 de diciembre |          |
| Temperley               | 1 - 2     | Sportivo Dock Sud      | Temperley               | 27 de diciembre |          |
| Tiro Federal            | 1 - 1     | Sarmiento              | Tiro Federal            | 28 de diciembre |          |
| Unión                   | 0 - 2     | Tigre                  | Unión                   | 28 de diciembre |          |
| Talleres (RdE)          | 2 - 1     | Los Andes              | Talleres (RdE)          | 28 de diciembre |          |
| Quilmes                 | 0 - 2     | All Boys               | Quilmes                 | 28 de diciembre |          |
| Almagro                 | 0 - 4     | Defensores de Belgrano | San Lorenzo             | 28 de diciembre |          |
| Gimnasia y Esgrima (LP) | 4 - 1     | Colón                  | Gimnasia y Esgrima (LP) | 28 de diciembre |          |

| 1. |